# Carmen Galipienso Calatayud
Carmen Galipienso Calatayud (Asp, 18 de juliol de 1950) és una advocada i política valenciana, diputada a les Corts Valencianes en la V Legislatura.

## Biografia
Llicenciada en dret, ha treballat com a secretària de la secció primera de l'Audiència Provincial d'Alacant. Escollida diputada a les eleccions a les Corts Valencianes de 1999, deixà l'escó quan fou nomenat secretària del Síndic de Greuges i després secretària de la Conselleria de Justícia de la Generalitat Valenciana.
El juliol de 2003 va tornar al seu càrrec de secretària de la Secció primera de l'Audiència d'Alacant. Al setembre de 2003 va ser nomenada secretària de Govern i del Jurat de l'Audiència Provincial d'Alacant. Entre 2008 i 2012 fou vocal del Tribunal de Defensa de la Competència del País Valencià.